# Dla Ludzi
Dla ludzi (słow. Za ľudí) – słowacka partia polityczna o profilu liberalnym i proeuropejskim, założona przez prezydenta Słowacji w latach 2014–2019, Andreja Kiskę w 2019 roku.

## Historia
17 czerwca 2019 Andrej Kiska poinformował na konferencji prasowej w Bańskiej Bystrzycy o nazwie nowej partii oraz o jej priorytetach. Ogłosił wówczas również, że hasłem partii będzie „Przywróćmy Słowację wszystkim ludziom”.
W wyborach parlamentarnych w 2020 roku partia zdobyła 166 325 głosy, przekraczając próg wyborczy i wprowadzając do Rady Narodowej 12 posłów. Partia weszła w skład rządu Igora Matoviča, jej przedstawiciele objęli dwa ministerstwa – sprawiedliwości oraz inwestycji i rozwoju regionalnego.

## Program
- Skrócenie kolejek do lekarzy specjalistów,
- podniesienie płac nauczycieli, co skutkowało będzie podwyższeniem jakości szkolnictwa w Słowacji, zachęcenie uczniów do myślenia twórczego,
- przyspieszenie postępowań sądowych,
- uniezależnienie policji od Ministerstwa Spraw Wewnętrznych,
- powstrzymanie masowej wycinki lasów,
- rozwijanie mniej uprzemysłowionych regionów Słowacji[14].

## Liderzy partii
| Lp | Zdjęcie | Imię i nazwisko   | Okres                           |
| -- | ------- | ----------------- | ------------------------------- |
| 1  |         | Andrej Kiska      | 2 września 2019–8 sierpnia 2020 |
| 2  |         | Veronika Remišová | 8 sierpnia 2020–teraz           |